# Terry Turner
Terry Turner est un scénariste, producteur et acteur.

## Filmographie

### Comme scénariste
- 1987 : Funland
- 1992 : Wayne's World
- 1993 : Coneheads
- 1993 : Wayne's World 2
- 1995 : La Tribu Brady (The Brady Bunch Movie) de Betty Thomas
- 1995 : Le Courage d'un con (Tommy Boy)
- 1998 : Saturday Night Live: The Best of Phil Hartman (TV)
- 2003 : Whoopi (série télévisée)
- 1998-2006 : That '70s Show (série télévisée)

### Comme producteur
- 1992 : Le Meurtrier de l'Illinois (To Catch a Killer) (TV)
- 1994 : She TV (série télévisée)
- 1996 : Troisième planète après le Soleil (3rd Rock from the Sun) (série télévisée)
- 1998-2006 : That '70s Show (série télévisée)
- 2000 : Normal, Ohio ("Normal, Ohio") (série télévisée)
- 2002 : That '80s Show (série télévisée)
- prochainement : That '90s Show

### Comme acteur
- 1980 : The Bill Tush Show (série télévisée)
- 1993 : Coneheads de Steve Barron : Sketch Artist